# 쿠바의 주

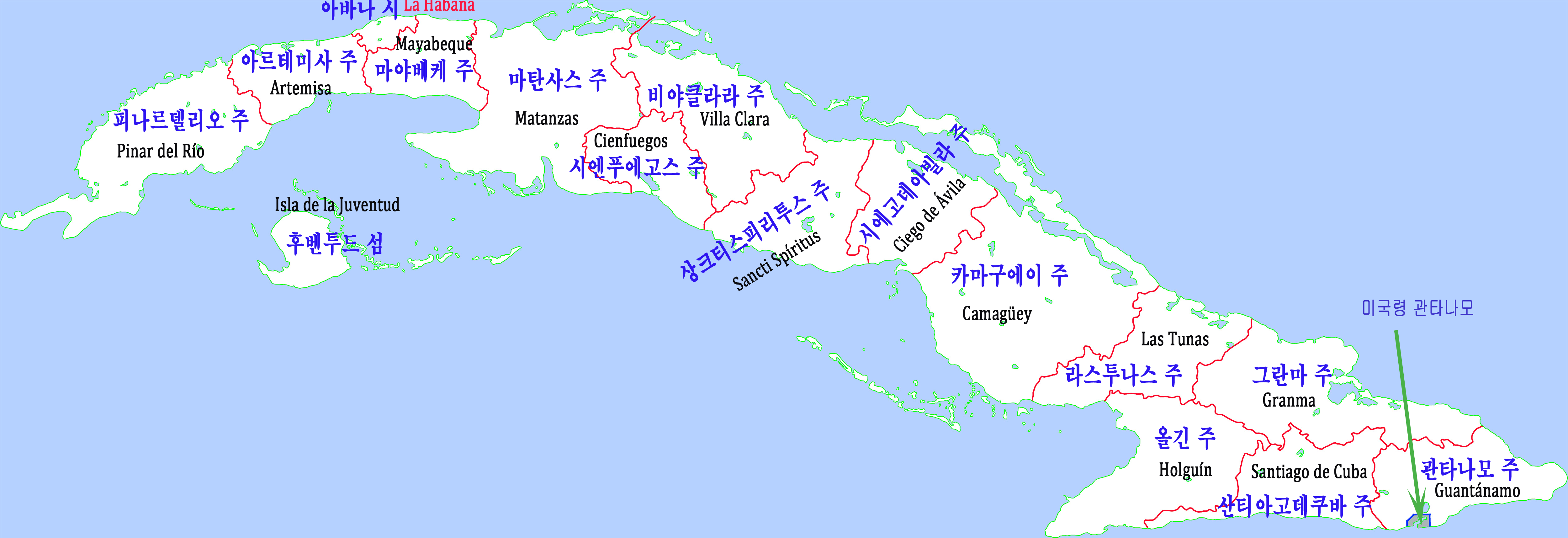
쿠바의 행정 구역

쿠바의 행정 구역은 15개의 주(provincia)와 1개의 특별 자치체로 구성되어 있다.
1. 피나르델리오주(Pinar del Río)
2. 아르테미사주(Artemisa)
3. 아바나시(La Habana)
4. 마야베케주(Mayabeque)
5. 마탄사스주(Matanzas)
6. 시엔푸에고스주(Cienfuegos)
7. 비야클라라주(Villa Clara)
8. 상크티스피리투스주(Sancti Spíritus)
9. 시에고데아빌라주(Ciego de Ávila)
10. 카마궤이주(Camagüey)
11. 라스투나스주(Las Tunas)
12. 그란마주(Granma)
13. 올긴주(Holguín)
14. 산티아고데쿠바주(Santiago de Cuba)
15. 관타나모주(Guantánamo)
16. 후벤투드섬(Isla de la Juventud) - 특별 자치체

- 아바나주는 2011년 1월 1일을 기해 아르테미사 주와 마야베케 주로 분리되면서 폐지됨.

## 같이 보기
- 쿠바의 정치
- 쿠바의 인구